# Opowiedz mi o deszczu
Opowiedz mi o deszczu (fr. Parlez-moi de la pluie) – francuski komediodramat z 2008 roku w reżyserii Agnès Jaoui. 
Zdjęcia kręcono w Paryżu, Awinionie, Fontainebleau, Beaucaire (departament Gard) oraz w licznych miejscowościach departamentu Delta Rodanu (Aureille, Les Baux-de-Provence, Eygalières, Eyguières, Mas-Blanc-des-Alpilles, Mouriès, Saint-Étienne-du-Grès, Saint-Rémy-de-Provence, Tarascon).

## Obsada
- Agnès Jaoui... Agathe Villanova
- Jean-Pierre Bacri... Michel
- Jamel Debbouze... Karim
- Frederic Pierrot... Antoine
- Florence Loiret... Aurelie
- Pascale Arbillot... Florence
- Morgane Kerhousse
- Guillaume De Tonquedec... Stephane
- Anne Werner... Severine
- Marc Betton... producent
- Luc Palun... Didier
- Bernard Nissile
- Laurent Jarroir... Guillaume
- Jean-Claude Baudracco... Ernest
- Mimouna Hadji... Mimouna
- Candide Sanchez... kapłan
- Daniele Douet... matka Rudolphe'a
- Victoria Cohen... dziecko Agathe

i inni